# Shanti Devi
Shanti Devi (11 tháng 12 năm 1926 - 27 tháng 12 năm 1987) sinh ra ở Delhi, Ấn Độ  Cô bắt đầu tuổi thơ vào thập niên 1930 và tuyên bố răng cô ghi nhớ chi tiết của một cuộc sống quá khứ. Trường hợp đã được đưa đến sự chú ý của Mahatma Gandhi, người đã thiết lập một ủy ban để điều tra, báo cáo đã được xuất bản vào năm 1936 Hai báo cáo được viết vào thời điểm đó, quan trọng của những tuyên bố tái sinh, và một bác bỏ Sau này Shanti Devi đã được phỏng vấn một lần nữa, và một tác giả Thụy Điển đã đến thăm cô hai lần đã viết một cuốn sách về trường hợp này.
Theo các ghi chép này, khi cô được bốn tuổi, cô nói với cha mẹ của mình rằng nhà thực sự của mình là ở Mathura, nơi chồng cô sống, khoảng 145 km từ nhà cô ở Delhi.
Được cha mẹ khuyến khích, cô bé chạy ra khỏi nhà lúc lên sáu tuổi, cố gắng đếm Mathura. Trở về nhà, cô tuyên bố tại trường học rằng cô đã kết hôn và đã chết mười ngày sau khi có sinh ra một đứa trẻ. Cuối cùng được phỏng vấn bởi giáo viên và hiệu trưởng của mình, cô dùng những từ ngữ từ tiếng Mathura và tiết lộ tên của người chồng thương gia, "Kedar Nath". Hiệu trưởng đã xác định một thương gia tên trong Mathura, người đã bị mất vợ của mình, Lugdi Devi, chín năm trước, mười ngày sau khi đã sinh một đứa con trai. Kedar Nath đến Delhi, giả vờ là anh trai của ông, nhưng Shanti Devi ngay lập tức nhận ra anh ta và con trai của Lugdi Devi. Khi cô biết một số chi tiết của cuộc sống với vợ của ông Kedar Nath, ông đã nhanh chóng thuyết phục rằng Shanti Devi đã thực sự hóa thân của Lugdi Devi. Khi Mahatma Gandhi nghe nói về trường hợp này, ông đã gặp các trẻ em và thiết lập một ủy ban để điều tra. Ủy ban đã đến với Shanti Devi Mathura, đến ngày 15 tháng 11, năm 1935. Ở đó, cô nhận ra một số thành viên trong gia đình, bao gồm cả ông nội của Lugdi Devi. Cô phát hiện ra rằng Kedar Nath đã bị bỏ quên để giữ một số những lời hứa ông đã thực hiện cho Lugdi Devi trên giường bệnh của cô. Cô sau đó đi về nhà với cha mẹ cô. Báo cáo của ủy ban kết luận rằng Shanti Devi đã thực sự hóa thân của Lugdi Devi.
Shanti Devi đã không kết hôn. Cô nói với câu chuyện của cô một lần nữa vào cuối những năm 1950, và một lần nữa vào năm 1986 khi cô được phỏng vấn bởi Ian Stevenson và KS Rawat. Trong cuộc phỏng vấn này, cô cũng liên quan đến kinh nghiệm gần chết của cô trong khi Lugdi Devi đã qua đời. KS Rawat tiếp tục nghiên cứu của ông vào năm 1987, và các cuộc phỏng vấn cuối cùng đã diễn ra chỉ bốn ngày trước khi bà qua đời vào ngày 27 Tháng Mười Hai 1987.
"Shanti Devi" có nghĩa là "Nữ thần của hòa bình" trong tiếng Phạn.